# Cophotis ceylanica
Cophotis ceylanica är en ödleart som beskrevs av  Peters 1861. Cophotis ceylanica ingår i släktet Cophotis och familjen agamer. Inga underarter finns listade i Catalogue of Life.
Arten förekommer endemisk på Sri Lanka. Den vistas i fuktiga skogar i bergsområden som ligger 1300 till 2200 meter över havet.
Cophotis ceylanica har fjäll i varierande storlek på kroppen och svansen kan användas som gripverktyg. Hos vuxna individer är kroppsfärgen mörkbrun. Hanar kännetecknas av en vit linje från nosens spets till halsen.
Individerna rör sig ganska långsamt. Levnadssättet är inte bra utredd men arten borde ha samma beteende som andra agamer. De är aktiva på dagen och orienterar sig främst med hjälp av synen. Som undantag kläcks äggen i honans kropp innan ungarna föds.